# Kongsvinger IL Toppfotball
El Kongsvinger IL Toppfotball és un club de futbol noruec de la ciutat de Kongsvinger. Forma part del club esportiu Kongsvinger IL.

## Història
El club va ser fundat el 31 de gener de 1892. La seva època més destacada fou entre 1983 i 1999, en les que jugà 17 temporades consecutives a la primera divisió. Destacaren una segona posició l'any 1992, i dues terceres posicions els anys 1986 i 1987. Va ser finalista de la copa noruega la temporada 2016.